# Antoni Doroszewski
Antoni Doroszewski (ur. 20 sierpnia?/1 września 1869 w Beżbajrakach, zm. 9 października 1917 w Moskwie) – polski chemik, sformułował prawo Doroszewskiego  dotyczące właściwości roztworów rozcieńczonych. Ojciec Witolda.

## Życiorys
Urodził się 1 września 1869 w Beżbajrakach na obecnej Ukrainie.
Zajmował się fizykochemią roztworów wodnoalkoholowych i przewodnictwem elektrycznym roztworów wodnych, sformułował prawo Doroszewskiego  dotyczące właściwości roztworów rozcieńczonych.
Pod koniec XIX wieku przeniósł się do Moskwy, gdzie był wykładowcą chemii i fizyki na Uniwersytecie Moskiewskim.
W latach 1903–1917 był dyrektorem Centralnego Laboratorium Chemicznego Ministerstwa Skarbu w Moskwie.
Zmarł 9 października 1917 w Moskwie.

## Życie prywatne
Syn ziemianina Grzegorza Gracjana. Żonaty z Marią z Tynowskich. Był ojcem Witolda (1899–1976), językoznawcy, redaktora naczelnego Słownika języka polskiego, oraz dwóch córek i dziadkiem Jana (ur. 1931), lekarza, biofizyka.